# D-Klasse (1912)
Die im Sommer gebildete D-Klasse der Royal Navy umfasste die von der Werft Thornycroft & Co, in Chiswick von 1897 bis 1900 gelieferten zehn Torpedobootszerstörer der „30-knotter“-Klasse.
Ab 1895 bestellte die Royal Navy aus der HMS Havock entwickelte Torpedobootszerstörer mit einer Höchstgeschwindigkeit von 30 Knoten. Da die Detailvorschläge von den Bauwerften vorgelegt wurden, entstanden äußerlich recht unterschiedliche Boote. Insgesamt erwarb die Royal Navy 74 Boote von elf Werften.
1912 führte die Royal Navy dann Buchstaben als Klassenbezeichnung für ihre Zerstörer ein. Die „30-knotter“ und noch vorhandenen Versuchsbauten für höhere Geschwindigkeiten wurden nach der Zahl ihrer Schornsteine in die B- mit vier, C- mit drei oder D-Klasse mit zwei Schornsteinen eingeordnet.
Letztere bestand aus zehn von Thornycroft gelieferten „30-knottern“. In diese Klasse einzuordnen war darüber hinaus nur der 1900 erbeute chinesische Schichau-Zerstörer HMS Taku (ex-Hai Lung).

## Geschichte
Die Thornycroft-„30–knotter“ waren zehn Torpedobootszerstörer der Royal Navy, von denen die ersten vier im Haushalt 1894/1895 bestellt wurden. Ihnen folgten zwei weitere Boote 1895/1896, drei geringfügig modifizierte 1896/1897 und 1897/1898 das letzte Boot Stag mit einer leicht verstärkten Antriebsanlage, die alle, wie die zuvor gelieferten Boote, zwei Schornsteine hatten. Dazu kam noch die 1896/1897 bestellte HMS Albatross, ein Thornycroft-„special“ mit drei Schornsteinen, die zu einem letztlich erfolglosen Programm gehörte, noch schnellere Boote zu bauen (33–knotter).
Die damals noch in London ansässige Werft John I. Thornycroft & Company gehörte zu den Werften, die die Royal Navy mit den ersten Zerstörern belieferte (Daring-Klasse) und die bis zum Ende des Ersten Weltkriegs ihr größter Lieferant dieses Typs blieb, zuletzt mit Flottillenführern der Shakespeare-Klasse und Sonderausführungen der Flottenzerstörer V- und W- sowie der S-Klasse. Thornycroft baute in diesem Zeitraum über 70 Zerstörer (12 Prozent) für die Royal Navy und lieferte Boote nahezu aller Baureihen.
Daneben baute die Werft auch noch viele Export-Boote, so fast gleichzeitig mit den „30-knottern“ acht ähnliche Zerstörer für die Kaiserlich Japanische Marine der Murakumo- und Shirakumo-Klasse und das Divisionstorpedoboot D 10 für die Marine des Deutschen Reichs.
Die neuen Boote waren schneller als die Vorgänger (Daring- und Ardent-Klasse) und erreichten alle auf ihren Probefahrten die geforderten 30 Knoten (kn), allerdings wie üblich ohne Bewaffnung. Die tatsächliche Seegeschwindigkeit der ausgerüsteten Boote betrug nur 25 Knoten. Die Bewaffnung blieb hinsichtlich der Geschütze identisch, die beiden einzelnen Torpedorohre waren drehbar nach beiden Seiten hintereinander an Deck aufgestellt.
Als 1912 die Royal Navy dann Buchstaben als Klassenbezeichnung für ihre Zerstörer einführte wurden die „30-knotter“ und noch vorhandenen Versuchsbauten für höhere Geschwindigkeiten nach der Zahl ihrer Schornsteine in die neue B- (vier), C- (drei) oder D-Klasse (zwei Schornsteine) eingeordnet. Letztere bestand aus zehn von Thornycroft gelieferten „30-knottern“. In diese Klasse einzuordnen war auch der 1900 erbeute ex-chinesische Schichau-Zerstörer HMS Taku, der auf der China Station noch bis 1916 vorhanden war.

## Einsatz
Der erste große öffentliche Auftritt der neuen Boote fand am 26. Juni 1897 statt, als Desperate, Fame und Foam an der Flottenparade zu Ehren des Diamantenen Thronjubiläums der britischen Königin Victoria auf dem Spithead teilnahmen.
Während sich die beiden anderen Boote auf ihren ersten Auslandsdienst vorbereiteten, kehrte die Desperate anschließend zur Chatham Division der Harwich-Flottille zurück, zu der nach Fertigstellung auch das Schwesterboote Mallard (1897), Angler, Ariel (1898), Coquette, Cynthia (1899) und Cygnet (1900) traten. Während des großen Flottenmanövers 1899 diente die Angler als Flottillenführer kommandiert von Commander John de Robeck. Ab Januar 1900 wurde die Desperate von der Artillerieschule in Sheerness für Ausbildungszwecke genutzt. Im April 1900 war die Desperate beim Besuch mehrerer Zerstörer am Warf Pier in Brighton in einen Unfall verwickelt, als eins ihrer Boote mit 12 Seeleute kenterte und sieben Mann ertranken. Im Oktober 1901 kollidierte dann die Angler bei Sturm nahe dem Felixstowe Pier mit dem Passagierschiff Suffolk und wurde erheblich beschädigt. Im Oktober 1901 wurde die Mallard der Schulflottille auf dem Medway zugeteilt.
Zur Mittelmeerflotte kamen noch 1900 die Desperate, 1901 die Cynthia und Ariel sowie zuletzt 1903 auch die Angler. Nur Mallard, Coquette und Cygnet verblieben immer in den Heimatgewässern. Ende 1913 kehrten die Mittelmeerboote des Typs wieder in die Heimat zurück. Von ihnen wurde die Foam 1914 vor Kriegsbeginn zum Abbruch verkauft und in Norwegen verschrottet.

### Auslandseinsätze
In der zweiten Jahreshälfte des Jahres 1897 wurden mit Fame und Foam schon zwei der gerade in Dienst gekommenen Boote an Auslandsstationen abgegeben, die zur China Station bzw. zur Mittelmeerflotte verlegt wurden. Zur Mittelmeerflotte kamen dann 1900 auch noch die Desperate und die neue Stag, 1901 die Ariel und die Cynthia und zuletzt noch 1903 die Angler.
Die Ariel ging 1907 vor Malta verloren, als sie am 19. April 1907 in einem Sturm vor Ricasoli, Malta, auflief. Die fünf im Mittelmeer verbliebenen Boote vom Thornycroft-Typ wurden 1913 in die Heimat zurückverlegt.
1900 plante die Admiralität einen weiteren Auslandseinsatz, als Cygnet und Coquette mit dem White-Boot Conflict und dem alten Yarrow-Boot Hornet eine Zerstörerdivision bilden sollten, die unterstützt vom Kreuzer Highflyer Tropentests in Ostindien durchführen sollten. Die mangelnde Einsatzbereitschaft des Kreuzers führte dreimal kurzfristig zur Absage der Ausreise, die dann endgültig abgesagt wurde.
Inzwischen war die Royal Navy durch den Boxer-Aufstand in China in einen weiteren Krieg verwickelt. Am 17. Juni 1900 besetzten die auf der China Station befindliche Fame und das Palmer-Boot Whiting während des Angriffs auf die Taku-Forts vier chinesische Schichau-Zerstörer, die später unter den Interventionskräften verteilt wurden, so dass es zeitweise in der britischen, französischen, russischen und deutschen Marine einen Zerstörer mit dem Namen Taku gab. Die ehemalige Hai Lung wurde HMS Taku. Für ihren Einsatz vor Taku wurde die Fame mit der Battle Honour „China 1900“ ausgezeichnet.
Die Fame wurde später Tender des Linienschiffes Triumph und verblieb während des Ersten Weltkriegs auf der China Station. Ab 1919 in Reserve wurde sie am 31. August 1921 in Hongkong zum Abbruch verkauft.

### Kriegseinsätze
Die Desperate und Angler kamen nach ihrer Heimkehr aus dem Mittelmeer zur Portsmouth Local Defence Flotilla. Beide Boote wurden im August 1914 der Artillerieschule in Portsmouth (HMS Excellent) zugeteilt und verblieben dort für die Kriegsdauer.
Die Nore Local Flotilla in Sheerness hatte drei D-Boote seit 1914 mit der Cynthia, Cygnet und Coquette, die von der Torpedoschule HMS Actaeon genutzt wurden. Die beiden ersten Boote verblieben in diesem Dienst bis zum Kriegsende. Die HMS Coquette wurde allerdings der einzige Kriegsverlust der D-Klasse, als sie am 7. März 1916 nahe Harwich auf eine Mine des deutschen U-Boots UC 10 lief und etwa 10 Seemeilen östlich von Clacton-on-Sea sank und 22 Mann ertranken.
Seit Juli 1914 gehörten die Stag und die Mallard zur 8. Zerstörerflottille in Sheerness. Im August 1914 verlegte die Flottille mit ihrem Tender HMS Tyne zum Tyne-Mündung und übernahm dort den Geleitdienst mit U-Boot-Abwehr und Minensuche. Am 25. September 1914 wurde die Stag auf einer Kontrollfahrt bei der Isle of May an der Mündung des Firth of Forth von einem unbekannten U-Boot angegriffen, dessen beide Torpedos den Zerstörer verfehlten.
Im November 1917 wurden die beiden alten Zerstörer der D-Klasse dann zur Irish Sea Hunting Flotilla verlegt, wo sie neben Earnest, Griffon, Seal, Lively, Sprightly und Orwell der B-Klasse, Kestrel und Avon der C-Klasse sowie die Zephyr der A-Klasse bis zum Kriegsende gegen U-Boote und Schmuggler in Dienst blieben.

## Endschicksal
Alle Boote wurden 1919 außer Dienst gestellt und dann in den beiden Folgejahren verschrottet.

## Die Boote
| Name      | BauNr. | Stapellauf | in Dienst | Einsatz                                      | außer Dienst                          |
| --------- | ------ | ---------- | --------- | -------------------------------------------- | ------------------------------------- |
| Desperate | 305    | 15.02.1896 | 02.1897   | Portsmouth Local Flotilla                    | 20.07.1920 zum Abbruch                |
| Fame      | 306    | 15.04.1896 | 06.1897   | 14-18 China Station                          | 31.08.1921 zum Abbruch in Hongkong    |
| Foam      | 307    | 8.10.1896  | 07.1897   |                                              | 26.05.1914 zum Abbruch                |
| Mallard   | 308    | 19.11.1896 | 10.1897   | 8th DF (Tyne Patrol), Irish Sea Hunting Flo. | 10.02.1920 zum Abbruch                |
| Angler    | 313    | 2.02.1897  | 07.1898   | Portsmouth Local Flotilla                    | 20.05.1920 zum Abbruch                |
| Ariel     | 314    | 5.03.1897  | 10.1898   |                                              | 19.07.1907 vor Malta verunglückt      |
| Coquette  | 319    | 25.11.1897 | 01.1899   | 14-16 Nore Local Flotilla                    | 17.03.1916 nach Minentreffer gesunken |
| Cynet     | 320    | 3.09.1898  | 02.1900   | 14-18 Nore Local Flotilla                    | 29.04.1920 zum Abbruch                |
| Cynthia   | 321    | 8.01.1898  | 06.1899   | 14-18 Nore Local Flotilla                    | 29.04.1920 zum Abbruch                |
| Stag      | 334    | 18.11.1899 | 09.1900   | 8th DF (Tyne Patrol), Irish Sea Hunting Flo. | 17.03.1921 zum Abbruch                |